# Oenanthe moesta
La collalba culirroja (Oenanthe moesta) es una especie de ave paseriforme de la familia Muscicapidae propia del norte de África y el Oriente próximo.

## Descripción
La collalba culirroja es un pájaro compacto, de cabeza grande, con el obispillo rojizo y toda la cola oscura. El macho tiene el píleo y la nuca gris con garganta y cara negras y una lista superciliar blanca. Los hombros y la espalda son negros con franjas blancas en las plumas, la grupa y la base de la cola son rufas y la parte distal de la cola es negra. La hembra es más clara con un píleo y mejillas rufas. Los juveniles son similares a las hembras pero son menos rufos y poseen tenues manchas y rayas. Mide 16 cm de largo. Su vuelo es bajo cercano al suelo, con un vuelo suelto que se asemeja al vuelo de una alondra.

### Llamada
El canto territorial, producido por ambos sexos, parece varia según la geografía de una llamada más áspera en el oeste a una más melodiosa, agradable y repetitiva "twee-churr-urr-urr" en Cyrenaica. El canto de cortejo se asemeja al repiqueteo de una pava con agua hirviendo, un largo silbido que se eleva en tono dado en dúo por ambos sexos. Las llamadas de alarma y contacto normalmente son parloteos como clics.

## Distribución y subespecies
Existen dos subespecies reconocidas:
- Oenanthe moesta brooksbanki (Meinertzhagen, 1923) - se encuentra desde el sur de Siria y Jordania hasta el noroeste de Arabia Saudita y suroeste de Irak.[6]
- Oenanthe moesta moesta (Lichtenstein, 1823) - se extiende por el norte de África desde el extremo norte de Mauritania hasta la zona costera del noroeste de Egipto.[6]

## Hábitat
La collalba culirroja evita zonas de desierto extremo y por lo general se le encuentra en planicies, especialmente cerca de zonas salinas o barren. En Marruecos ere zonas con más vegetación que Oenanthe deserti y también se le encuentra en colinas rocosas.

## Comportamiento
La especie tiene una temporada de reproducción prolongada desde fines de febrero hasta junio en el norte de África, y puede tener hasta tres puestas. El nido generalmente se coloca en la madriguera de un pequeño mamífero, hasta 2 m bajo tierra, o algunas veces en un agujero natural o una cavidad en una pared y, a veces, oculto bajo un arbusto. El nido es una copa hecha de material vegetal y forrada de plumas, y pelo, e incluso de piel de serpiente. La puesta es de 4 a 5 huevos.